# Timo Heinonen
Timo Pasi Petteri Heinonen, född 15 februari 1975 i Loppis, är en finländsk samlingspartistisk politiker. Han är ledamot av Finlands riksdag sedan 2007. Heinonen är pedagogie magister till utbildningen och har arbetat som klasslärare.
Heinonen blev omvald i riksdagsvalet 2015 med 6 274 röster från Tavastlands valkrets.

## Utmärkelser
- Riddartecknet av I klass av Finlands Lejons orden,  6 december 2015[3]
- Finlands idrottskulturs förtjänstkors,  2019[4]
- Militärens förtjänstmedalj,  4 juni 2019[5]
- Krigsinvalidernas förtjänstkors,  2021[6]

[Redigera Wikidata]